# Neocurtilla chiliensis
Neocurtilla chiliensis är en insektsart som först beskrevs av Henri Saussure 1861.  Neocurtilla chiliensis ingår i släktet Neocurtilla och familjen mullvadssyrsor. Inga underarter finns listade i Catalogue of Life.